# Burano
Burano is een eiland in de Lagune van Venetië. Het heeft veel gekleurde huizen. Ieder huis heeft een eigen kleur. De kerk San Martino dateert uit de 16de eeuw en heeft een klokkentoren. Het eiland is bekend om de traditie dat de vrouwen (veelal buiten) kantklossen als de mannen weg zijn om te vissen. Kant uit Burano is mede daardoor een zeer kostbaar en gewild handelsproduct geworden.
Er is een museum met een collectie kant: het Museo del Consorzio Merletti di Burano.

## Geboren op Burano
- Baldassare Galuppi (bijnaam Il Buranello) 1706-1785, componist
- Pino Donaggio 1941-heden, filmcomponist